# 67P/Txuriúmov-Herassimenko
67P/Txuriúmov-Herassimenko és un dels cometes més grossos que orbita al voltant del Sol amb un període orbital aproximat de 6,6 anys, passa entre la Terra i Júpiter a una velocitat de 100.000 km/h, es calcula que té més de 4.500 milions d'anys (data que se suposa la creació del sistema solar).
Aquest cometa té un nucli poc dens i una morfologia ovalada (diametrals de 3x5 km). Atès que presenta una excentricitat del 0,6, i un aspecte brillant en passar prop del Sol, va ser triat com a destí en la missió Rosetta una sonda de l'Agència Espacial Europea, que es va posar a la seva superfície el 2014, per estudiar el que és la història quasi intacta de la nostra galàxia.

## Fotos delHubble

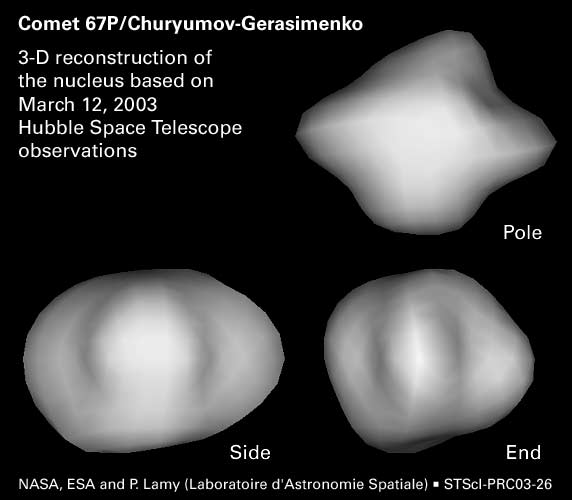
Model 3-D del nucli del cometa 67P/Txuriúmov-Herassimenko, Observatori Telescopic Hubble

Com a preparació de la missió Rosetta el telescopi Hubble va generar el 2003 una sèrie de fotografies aconseguint un model en 3D per ordinador que recrea el nucli del cometa.

## Història
- Abans del 1840, l'òrbita de Txuriúmov-Herassimenko es mantenia molt allunyada del sistema solar.
- (1840), el cometa es va apropar a Júpiter, canviant la seva trajectòria i aproximant-lo al Sol, (periheli 3.0 ua)
- (1959), altra aproximació a Júpiter l'apropa encara més al Sol, (periheli 1.28 ua).
- (1962 - 1964) donat el pas pròxim al sol i exposat a la seva radiació comença un procés d'evaporació, augmentant així la seva brillantor i mostrant la típica cua que presenten els cometes en aquest estat. Podria haver sigut visible malgrat els primitius mètodes d'observació de l'època.
- (1969), altre període visible és descobert per científics soviétics.
- (2000), és triat per l'ESA en la missió Rosetta.
- (nov 2014 - dec 2015) missió Rosetta.

## Descobriment
El cometa 67P/Txuriúmov-Herassimenko va ser descobert el 1969 pel científic soviètic Klim Ivànovitx Txuriúmov (rus: Клим Ива́нович Чурюмов) quan realitzava una rutinària observació del cometa 32P/Comas Solá en fotografies realitzades a l'Alma-Ata Astrophysical Institute per la seva companya Svitlana Ivànivna Herassimenko (ucraïnès: Світлана Іванівна Герасименко); en un principi es va creure que es tractava d'un altre cometa prèviament conegut, però després d'un estudi de trajectòria i posició es va determinar que es tractava d'un cometa desconegut fins aleshores.
Un mes més tard del descobriment, la comunitat científica a través de IAU va definir-lo amb el número oficial 67P ('P'per la seva periòdic en el nostre sistema) i hi va assignar el nom dels seus descobridors